# Andranomamy
Andranomamy est une commune urbaine malgache située dans la partie sud-est de la région de Boeny.

## Géographie
Andranomamy est une commune malgache située dans le district d'Ambato-Boeni, dans la région de Mahajanga. Elle se trouve à proximité de la route régionale et traverse la route nationale. Le territoire est accessible tout au long de l'année, avec des routes praticables durant les différentes saisons.

## Démographie
La population d'Andranomamy est d'environ 12 542 habitants, selon les estimations de 2000. Il existe une diversité dans les occupations parmi la population : une majorité travaille dans l'agriculture, en particulier dans la culture du maïs et des arachides. La commune est aussi un centre de vie où l'on trouve des écoles primaires et un collège, un hôpital, ainsi qu'une poste.

## Économie
L'économie de la commune est principalement axée sur l'agriculture. Les cultures majeures incluent :
Le maïs : c'est la culture la plus étendue en termes de superficie.
L'arachide : c'est le deuxième produit agricole le plus important en termes de valeur marchande.
Le riz : occupe également une place importante parmi les produits cultivés. Les autres produits agricoles notables comprennent la patate douce. La commune abrite aussi des activités d'élevage, avec 8 010 bétail et 56 porcs. Quelques habitants sont engagés dans la pêche (5 % de la population) et l'artisanat (10 %). La présence de l’exploitation des ressources minières à l’échelle industrielle ajoute une autre dimension à l’économie locale.
18 % sont classés dans la catégorie des pauvres.
Une grande partie de la population vit dans une situation de moyenne condition de vie (55 %).
12 % des habitants sont considérés comme riches.

## Sociale
Andranomamy bénéficie de certaines infrastructures sociales de base telles qu'un hôpital et des écoles primaires, ainsi qu’un collège pour l'enseignement secondaire. Les transports sont largement dominés par les camions et la distance pour atteindre la capitale régionale est d'environ 3 heures de route. Le statut social des habitants est assez varié :
15 % de la population est considérée comme très pauvre.